# フィラデルフィア・アスレチックス (1860-1876年)

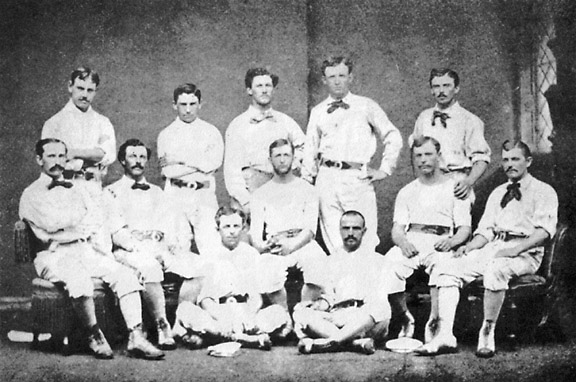
フィラデルフィア・アスレチックス（1874年）

ここでは、1871年から1876年まで、ペンシルベニア州フィラデルフィアを本拠地とし、ナショナル・アソシエーションとメジャーリーグのナショナルリーグに所属していたフィラデルフィア・アスレチックス（Philadelphia Athletics）について記述する。

## 球団史
1860年にジェームズ.N.カーンズによって、フィラデルフィアに『アスレチック・ベース・ボール・クラブ』が創設されたのが球団の始まりで、球団の愛称「アスレチックス」もクラブ名から一般に定着したものである。1860年代は実力のあるアマチュアチームとして有名だった。1871年にプロの野球リーグ「ナショナル・アソシエーション」が発足すると、アスレチックスもプロの球団として加盟し、リーグ初年度に強豪だったボストンやシカゴを押さえてリーグ優勝を果たす。2年目以降も高い勝率を誇り、ナショナル・アソシエーション5年間の通算勝率は.657にもなる。
ナショナル・アソシエーションが解散した後、アスレチックスは1876年からナショナルリーグに加盟する。しかしチームは前年までの主力選手だったアンソンやマクブライドがシカゴやボストンに移籍してしまった後で、チームは2割台の勝率しか残せなかった。そのうちチームの財政が苦しくなり、遠征費が出せなくなったアスレチックスはシーズン終盤のゲームを消化することを拒否、同じ理由で試合が消化できなかったニューヨーク・ミューチュアルズともども、ナショナルリーグから除名されチームは消滅した。
本球団解散後も「フィラデルフィア・アスレチックス」を名乗るチーム(現在のオークランド・アスレチックスも含む)がいくつか誕生したが、これらの球団とは無関係である。

## 戦績
※1871年以降
| 年度   | リーグ | 試合 | 勝利 | 敗戦 | 勝率 | 順位 | 監督                                      | 本拠地                   |
| ------ | ------ | ---- | ---- | ---- | ---- | ---- | ----------------------------------------- | ------------------------ |
| 1871年 | NA     | 28   | 21   | 7    | .750 | 1位  | ディック・マクブライド                    | Jefferson Street Grounds |
| 1872年 | NA     | 47   | 30   | 14   | .682 | 4位  | ディック・マクブライド                    | Jefferson Street Grounds |
| 1873年 | NA     | 52   | 28   | 12   | .549 | 5位  | ディック・マクブライド                    | Jefferson Street Grounds |
| 1874年 | NA     | 55   | 33   | 22   | .600 | 3位  | ディック・マクブライド                    | Jefferson Street Grounds |
| 1875年 | NA     | 77   | 53   | 20   | .726 | 2位  | ディック・マクブライド キャップ・アンソン | Jefferson Street Grounds |
| 1876年 | NL     | 60   | 14   | 45   | .237 | 7位  | アル・ライト                              | Jefferson Street Grounds |

## 所属した主な選手
- ディック・マクブライド：監督兼任の投手。アスレチックスでの通算成績は149勝74敗、防御率2.86。
- ウェス・フィッシャー：1871-1875年在籍。1872年に打率.350を記録。
- キャップ・アンソン：捕手、一塁手、三塁手。1872-1875年在籍。1872年に打率.415、リーグ最高の出塁率.455を記録。
- リーヴァイ・メイエール：三塁手。1871年に打率.492で首位打者となった。

## 主な球団記録
- 通算安打数：414（ウェス・フィッシャー）
- 通算打点数：189（ウェス・フィッシャー）
- 通算勝利数：149（ディック・マクブライド）
- 通算奪三振：148（ディック・マクブライド）